# Eucalyptus ligulata
Eucalyptus ligulata är en myrtenväxtart som beskrevs av Murray Ian Hill Brooker. Eucalyptus ligulata ingår i släktet Eucalyptus och familjen myrtenväxter. Inga underarter finns listade i Catalogue of Life.